# Kathrin Ficzko
Kathrin Ficzko (* 1984 in Wagna, Steiermark) ist eine österreichische Radio- und Fernsehmoderatorin.

## Leben
Kathrin Ficzko wuchs in Mureck auf und legte die Reifeprüfung am BORG Bad Radkersburg ab. Danach absolvierte sie an der FH Joanneum in Graz den Studiengang Journalismus und Unternehmenskommunikation. Seit 2005 ist sie als Redakteurin und Reporterin für den ORF Steiermark tätig. 
Seit dem 11. September 2021 moderiert Ficzko die Sendung Steiermark heute.
Ficzko ist verheiratet, zweifache Mutter und wohnt in der Nähe von Graz.